# Idaea simplex
Idaea simplex är en fjärilsart som beskrevs av W. Warren 1899. Idaea simplex ingår i släktet Idaea och familjen mätare. Inga underarter finns listade i Catalogue of Life.